# Marc Daniels
Marc Daniels (27 de gener de 1912 - 23 d'abril de 1989), nascut Danny Marcus, va ser un director de televisió estatunidenc. Va dirigir programes com ara I Love Lucy, I Married Joan, Gunsmoke, Star Trek, Mission: Impossible, Hogan's Heroes, Alice i més.

## Vida i carrera
Daniels es va graduar a la Universitat de Michigan. Després del seu servei a l'exèrcit dels Estats Units durant la Segona Guerra Mundial, que va continuar fins al 1946, Daniels va ser contractat per la CBS per dirigir el seu programa d'antologia dramàtica inaugural, “Ford Theater”, on va dominar l'art de la direcció de televisió en directe. Va ser contractat per dirigir els primers 38 episodis de I Love Lucy, una de les primeres sèries filmades. Daniels va recomanar Vivian Vance per al paper d'Ethel Mertz. Daniels, junt amb la seva esposa, Emily Daniels, i el director de fotografia Karl Freund, ha estat reconegut per introduir la tècnica de filmació de tres càmeres en contraposició a la convencional d'una sola càmera. En una entrevista de 1977, Daniels va assenyalar que va deixar I Love Lucy per acceptar una altra feina que pagués més. "Potser va ser una estupidesa", va dir. "Però llavors no sabíem que estàvem fent història. Només estàvem fent un programa".
A més de I Love Lucy, Daniels també va dirigir episodis de Where's Raymond?, Gunsmoke, Mission: Impossible, Fame, Alice, Hogan's Heroes, i The Andros Targets. Per als aficionats a la ciència-ficció, Daniels és potser més conegut per dirigir quinze episodis de Star Trek (inclosos els episodis "Mirall, mirall" i "Llavor espacial") i escriure un episodi de Star Trek: La sèrie animada ("One of Our Planets Is Missing"). Cap al final de la seva carrera, Daniels va tornar a treballar amb Lucille Ball en la seva última sèrie, Life with Lucy (1986).
Va tenir una aparició no acreditada (mitjançant una fotografia) com el Dr. Jackson Roykirk a l'episodi de Star Trek "El fill fals", que també va dirigir.
Durant la seva carrera, Daniels va ser nominat a dos premis Emmy de Primetime i un de Daytime, dos premis del Sindicat de Directors dels Estats Units i quatre premis Hugo. Va guanyar un Hugo, un premi conjunt el 1967 amb Gene Roddenberry a la "Millor presentació dramàtica" per l'episodi de Star Trek "El zoo".

## Mort
Daniels va morir d'insuficiència cardíaca congestiva el 23 d'abril de 1989 a Santa Monica (Califòrnia), als 77 anys. Està enterrat al cementiri de Sleepy Hollow, Concord, Massachusetts.